# 最終痴漢電車
『最終痴漢電車』（さいしゅうちかんでんしゃ）は、2001年10月26日にアトリエかぐや TEAM HEARTBEATから発売された18禁痴漢陵辱AVGである。

## あらすじ
町の私営鉄道で車掌をする・天野哲雄は、乗客数の少なさからローカル線の廃止の噂を聞く。小さい頃からの念願の夢であった駅員を辞めたくない天野は先輩達の話をヒントに、乗客数0の最終便を利用し、痴漢達に高額の乗車券を支払わせ、過去に痴漢であった自分の痴漢テクニックで調達した生贄の女性「ゲスト」と一緒に乗車させて陵辱の限りを尽くさせ、その収益で路線を存続させようと発案した。かくしてローカル線の存続をかけて「最終痴漢電車」を成功させるべく、天野は再び痴漢の道に足を踏み入れた。

## 登場人物
声優はDVD EDITION／アダルトアニメ版の順。

### 主要人物
天野 哲雄（あまの てつお）
声：山本鋳吹（OVAのみ）
本作の主人公。銀髪の美青年。幼いころから鉄道が好きで、念願が叶い町の私営鉄道の車掌になった。だが、乗客数の少なさからローカル線廃止の危機にさらされており、ローカル線を存続させるべく「最終痴漢電車」を発案した。駅員になる前は暇つぶしに毎日痴漢を行っており、その経験とテクニックから「伝説の痴漢」と呼ばれたことがある。就職と同時に足を洗ったが、｢最終痴漢電車｣を成功させるべく、ゲストを探すため再び痴漢の道に足を踏み入れた。
川原 絵美（かわはら えみ）
声：春瀬みき／アカネ
一流商社に勤務する美人OL。社員達の人気は高いがそれと同時に上司のセクハラを受けており、それに耐える毎日を過ごしている。
柏木 あいり（かしわぎ あいり）
声：ちゃこ／あかね
沙奈と同じ高校に通う女子高生。純真無垢で子供っぽい性格。いわゆる「恋に恋する乙女」で哲雄に躊躇なく懐いた。
斉藤 千尋（さいとう ちひろ）
声：青山ゆかり／芹園みや
沙奈と同じ高校に通う女子高生。大人しい性格かつ学校でも苛められっ子体質で、そのため男子生徒に強姦されそうになったことがある。それ以来男性（特に挿入）に対し恐怖心を抱いているが、同時に触られる快感に目覚め、電車に乗っては痴漢されようとするなど痴漢達の間では登竜門的存在として知られている。
森 美里（もり みさと）
声：西田こむぎ／小暮智美
人妻。子供が一人いる。若い男が好きで高校のサッカー部の世話をしている。最近は夫が多忙なため夜の営みが御無沙汰で欲求不満気味。
鳳 優香（おおとり ゆうか）
声：金田まひる／原由菓
婦人警官。正義感が強く何人もの痴漢を逮捕している。
西村 沙奈（にしむら さな）
声：草柳順子／永澤美咲
哲雄の幼馴染高校生。演劇部所属。哲雄を幼いころより慕っていて、哲雄が単身上京した町の高校へ編入して一緒のアパートへ同居し家事全般をしている。清楚な容姿から、男子生徒達からの人気がとても高く、痴漢達の評価も高いがその清楚さからか悪戯程度の痴漢はしても誰も毒牙にかけたことがない。
OVA版でメインヒロインに昇格した。
羽山 玲子（はねやま れいこ）
声：紫苑みやび／KIRARI
哲雄の上司。自分の出世のためならば手段を選ばず、「最終痴漢電車」のことも黙認している。

### その他人物
先輩
哲雄の先輩。駅員達の頼れる兄貴分であり、哲雄の良き相談相手。
安西 まこと（あんざい まこと）
天野の同僚。いつも失敗ばかりしていてその度に羽山に叱られているが、羽山に恋心を抱いている。
諸田（もろた）
中華料理店のオーナー。私営鉄道のスポンサーの一人でもある。ある組織の一員でもあり、｢最終痴漢電車｣の話を聞いて最初は組織に貢献できると協力者となった。だが次第に私欲に走り出した。沙奈に前々から目を付けている。
翔子（しょうこ）
優香の先輩で数々の痴漢を検挙した優秀な婦警。新米だったころに「伝説の痴漢」天野の調教により従順な性奴と成り果てており、優香を貶める時も進んで協力した。

## アダルトアニメ
- 最終痴漢電車 Rail-1（2002年9月25日発売）

- 最終痴漢電車 Rail-2（2002年11月25日発売）

- 最終痴漢電車 Rail-3（2003年2月25日発売）

## 続編
- 最終痴漢電車2（2003年12月19日発売）
- 最終痴漢電車3（2010年12月17日発売）